# سن-ژرمن-آن-له
سن-ژرمن-آن-له (به فرانسوی: Saint-Germain-en-Laye) در شهرستان ایولین در ناحیه ایل-دو-فرانس با جمعیت ۴۱٬۳۱۲ نفر در کشور فرانسه واقع شده‌است